# 鄭景陽
鄭景陽（英語：Cheng Keng-ieong；1988年5月8日—），香港註冊社工，民主黨成員及第四屆民主青年常委，前香港觀塘區議會寶樂選區議員。

## 事件

### 觀塘音樂噴泉
於2018年7月，被指是「小白象」工程的5,000萬元觀塘音樂噴泉項目，在立法會工務小組中獲通過。由於被受爭議，所以鄭景陽聯合民主黨九龍東團隊進行民意調查，讓區內市民表態支持「改善醫療」還是「興建音樂噴泉」，結果由「改善醫療」壓倒性勝出。

### 和樂邨重建
和樂邨於1962年入伙，為觀塘區內第二早落成的公共屋邨。鄭景陽認為和樂邨已符合房委會資助房屋小組的重建四大原則，即「結構安全」、「維修效益」、「當區重置資源」及「重建潛力」，並自2014年開始向政府爭取重建計劃。2019年，基於觀區內宏照道及曉明街將會展開公屋發展項目，鄭景陽認為適合用於和樂邨重建的接收屋邨，故此再次進行邨內民意調查，以爭取民意向政府施壓推行重建。

## 來源
1. ↑  . 香港01. 2018-10-04  [2019-11-06]. （原始内容存档于2019-10-08） （中文（香港））.

| 前任： 劉定安 | 觀塘區議會議員 寶樂選區 2020年1月1日－2021年7月9日 | 繼任： 懸空 |